# Michael Whaley
Michael Whaley (geboren in Long Beach (Californië)) is een Amerikaans acteur, filmproducent, filmregisseur en scenarioschrijver.

## Biografie
Whaley doorliep de high school aan de Culver City High School in Culver City waar hij in 1980 zijn diploma haalde.
Whaley begon in 1989 met acteren in de televisieserie A Different World. Hierna heeft hij in meerdere televisieseries en films gespeeld, het meest bekend is hij van zijn rol als rechercheur Nathan Brubaker in de televisieserie Profiler waar hij in 22 afleveringen speelde.

## Filmografie

### Films
Uitgezonderd korte films.
- 2009 The Nation - als de minister
- 2007 McBride: Semper Fi – als Pete McCay
- 2005 The Poseidon Adventure – als politieagent Fredericks
- 2005 Fair Game – als Michael
- 2000 Retiring Tatiana – als Marcus
- 1998 Twice Upon a Time – als Sanford Watts
- 1995 Separate Lives – als rechercheur Miller
- 1992 Class Act – als Tyrone
- 1991 Under Cover – als FBI man
- 1990 Running Against Time – als beveiliger

### Televisieseries
Uitgezonderd eenmalige gastrollen.
- 2020 Black Famous - als Michael - 2 afl.
- 2019 9-1-1 - als commandant Bowman - 2 afl.
- 2010 The Event – als agent Hobbes – 2 afl.
- 2002-2003 CSI: Miami – als rechercheur Bernstein – 7 afl.
- 2001 JAG – als rechercheur Carlton – 2 afl.
- 1999-2000 Early Edition – als rechercheur Paul Armstrong – 6 afl.
- 1996-1997 Profiler – als rechercheur Nathan Brubaker – 22 afl.
- 1995-1996 Frasier – als Pete – 2 afl.
- 1995-1996 Sisters – als dr. Wesley Hayes – 7 afl.

### Filmproducent/Filmregisseur
- 2020 Black Famous - televisieserie - 2 afl.
- 2009 Applause for Miss E – film
- 2008 Peaches – film
- 2005 Fair Game – film

### Scenarioschrijver
- 2020 Two Degrees – televisieserie - 1 afl.
- 2008 Peaches – film
- 2005 Fair Game – film

- Library of Congress Control Number: no2014096122
- Virtual International Authority File: 309851774
- WorldCat: E39PBJfrR4RyRjxX46pVdxtR8C